# Adam (Bischof)
Adam (auch Adam of Caithness) († 11. September 1222 in Halkirk) war ein schottischer Geistlicher. Er war Abt von Melrose und von 1213 bis zu seiner Ermordung Bischof von Caithness.

## Herkunft und Wahl zum Bischof
Die genaue Herkunft von Adam ist ungeklärt. Nach verschiedenen Angaben soll er ein Findelkind aus Cumberland gewesen sein. Er wurde 1207 zum Abt der Zisterzienserabtei Melrose gewählt. Am 5. August 1213 wurde er zum dritten Bischof des nordschottischen Bistums Caithness gewählt. Vermutlich am 11. Mai 1214 wurde er von Bischof William Malveisin von St Andrews zum Bischof geweiht.

## Bischof von Caithness

### Aufenthalt in Rom
Adam nahm 1215 am Vierten Laterankonzil in Rom teil. Nach dem Ende des Kriegs gegen England beschuldigte der päpstliche Legat Guala Adam sowie Bischof Brice Douglas von Moray und Walter von Glasgow, dass sie als die wichtigsten Ratgeber des schottischen Königs mit verantwortlich für den Krieg gegen England gewesen waren. Deshalb musste sie 1218 erneut zur Kurie reisen, um vom Papst die Absolution für die gegen sie verhängte Exkommunikation zu erlangen. Adam war zwar ein Vertrauter des Königs, aber vielleicht musste er auch wegen seiner Ordenszugehörigkeit nach Rom reisen, denn die Zisterzienser hatten während des Kriegs das über Schottland verhängte Interdikt missachtet. Er kehrte 1219 nach Schottland zurück.

### Konflikt mit dem Earl of Caithness und Ermordung
Während Adams Amtszeit stand Caithness noch stark unter skandinavischen Einfluss. Die schottischen Könige hatten seit langem versucht, ihre Autorität in Caithness durchzusetzen, wobei sie von der Kirche unterstützt wurden. Dies hatte während der Amtszeit von Adams Vorgänger John zu Spannungen mit Earl Harald Maddadsson geführt. Über finanzielle Fragen war es zum offenen Streit zwischen Bischof John und dem Earl gekommen, der den Bischof misshandeln und verstümmeln ließ. Auch während Adams Amtszeit bestanden die Spannungen fort. Adam wollte in Caithness die wohl traditionellen Abgaben, die die Bevölkerung an den Klerus leistete, nach den Beschlüssen des Laterankonzils in einen Zehnten umwandeln. Nach der Orkneyinga saga setzte er die Abgaben an Butter herauf und wollte sie schließlich verdoppeln, was bei den Bauern Widerstand hervorrief. Nach dem Annalisten von Dunstable verärgerten aber die steigenden Forderungen nach Heu durch den Bischof auch Earl John, dem Sohn und Nachfolger von Earl Harald. Nach der Orkneyinga saga kam es am 11. September 1222 zu einem Aufruhr der Bauern, bei dem der Earl untätig blieb. Die Aufrührer griffen das befestigte Haus des Bischofs in Halkirk an. Da die Bauern es nicht stürmen konnten, brannten sie das Haus nieder, wobei Adam in den Flammen umkam. Nach dem Annalisten von Dunstable war Earl John der eigentliche Anstifter des Aufruhrs gewesen. Möglicherweise tötete er sogar selbst den Bischof, doch mit Sicherheit dessen Kaplan Serlo, einen Mönch aus Newbattle Abbey.

### Nachwirkung
Der Mord an dem Bischof führte dazu, dass König Alexander II. mit einem Heer einen Vergeltungsfeldzug nach Nordschottland führte. Earl John musste sich dem König unterwerfen und einen Teil der Verantwortung übernehmen. Der König beschlagnahmte die Hälfte seiner Besitzungen in Caithness. Dann übte er Rache an den Bauern. Vielen der Aufrührer wurde je eine Hand und ein Fuß abgehackt, dann wurden sie geächtet und ihr Landbesitz beschlagnahmt. Adam wurde zunächst in der Taufkapelle von Skinnet beigesetzt. 1239 ließ sein Nachfolger Bischof Gilbert seine Überreste in die neue Kathedrale von Dornoch überführen. Nach der Chronik von Melrose Abbey ereigneten sich an seinem Grab zahlreiche Wunder, doch eine Kanonisation von Adam wurde nie begonnen.